# ۲۰۰ (عدد)
۲۰۰ (دویست یا دوصد) یک عدد طبیعی است که بعد از ۱۹۹ و قبل از ۲۰۱ قرار دارد.